# Марш «Объединённых правых»
Марш «Объединённых правых» (англ. Unite the Right rally) — политическая акция крайне правых сил в США, прошедшая 11 и 12 августа 2017 года в городе Шарлотсвилл (штат Вирджиния).
Поводом послужило решение городских властей демонтировать памятник генералу Роберту Ли и перенести его из парка Эмансипации. Протестующие включали белых националистов, белых супремасистов (в том числе куклуксклановцев), «неоконфедератов», неонацистов, т. н. «альтернативных правых» и «ополченцев». Некоторые из протестующих выкрикивали расистские и антисемитские слоганы, несли огнестрельное оружие, флаги Конфедерации, свастики, исламофобские плакаты и символику президентской кампании Дональда Трампа.
Акция сопровождалась факельным шествием и закончилась столкновениями ультраправых с правоохранителями и политическими противниками, левыми и антирасистами, а также умышленным наездом автомобиля на толпу антифашистов. В ходе беспорядков погиб 1 человек и были ранены по крайней мере 38 человек. Кроме того, в результате крушения полицейского вертолёта погибло 2 сотрудника правоохранительных органов.
Ведущие политики США как из Демократической, так и из Республиканской партии резко осудили действия расистов, белых супремасистов, неонацистов и Ку-Клукс-Клана, равно как и их «идеологию ненависти». Однако реакцию Дональда Трампа подвергли критике как запоздалую и неоднозначную — президент США вначале отказался прямо осудить крайне правых и сделал это лишь двое суток спустя, после чего вновь возложил ответственность на «обе стороны». Вскоре последовала отставка Стива Бэннона, рассматривавшегося[кем?] в качестве главного покровителя ультраправых в Белом Доме.

## Предыстория
После стрельбы в церкви Чарльстона в 2015 году по всей стране были предприняты усилия по демонтажу памятников, посвящённых деятелям конфедерации в гражданской войне в США, из общественных мест и переименованию улиц, названных в честь заметных фигур Конфедерации. Несмотря на то, что такие действия часто были успешными, они часто сталкивались с негативной реакцией со стороны консерваторов или людей, обеспокоенных защитой своего наследия Конфедерации. Шествие 11-12 августа было организовано в знак протеста против удаления статуи в честь генерала Конфедерации Роберта Ли в Парке эмансипации в Шарлоттсвилле, штат Вирджиния, который до июня 2016 года назвался парком Ли. Это мероприятие было организовано Джейсон Кесслером, который занялся этим делом в марте 2016 года, когда вице-мэр города Шарлотсвилла Уэс Беллами провёл пресс-конференцию с целью призвать к демонатажу статуи. Кесслер, который характеризует Беллами как «анти-белого», опубликовал серию оскорбительных твитов, сделанных Беллами, и безуспешно пытался убрать его с должности. Кесслер также назвал переименование причиной шествия. Другой организатор, Натан Дамиго, сказал, что митинг был предназначен для объединения белых националистических группировок.

## Летние митинги в Шарлоттсвилле
13 мая 2017 года белый националист Ричард Спенсер возглавил митинг «Верните Парк Ли» (Take-Back Lee Park), протест в Шарлоттсвилле против планов города демонтироваться памятник генералу Ли. В мероприятии участвовали демонстранты, держащие факелы возле статуи. В ту же ночь прошёл контрпротест при свечах.
Ку-Клукс-Клан провел ещё один митинг в Шарлоттсвилле 8 июля. Около 50 членов клана и 1000 контрпротестантов собрались на громком, но ненасильственном шествии; члены клана покинули парк примерно через 45 минут. В противовес ралли Шарлоттсвилльский коллектив духовенства (Charlottesville Clergy Collective) создал «безопасную территорию» в Первой объединённой методистской церкви, которой воспользовались более 600 человек.

## Протестующие

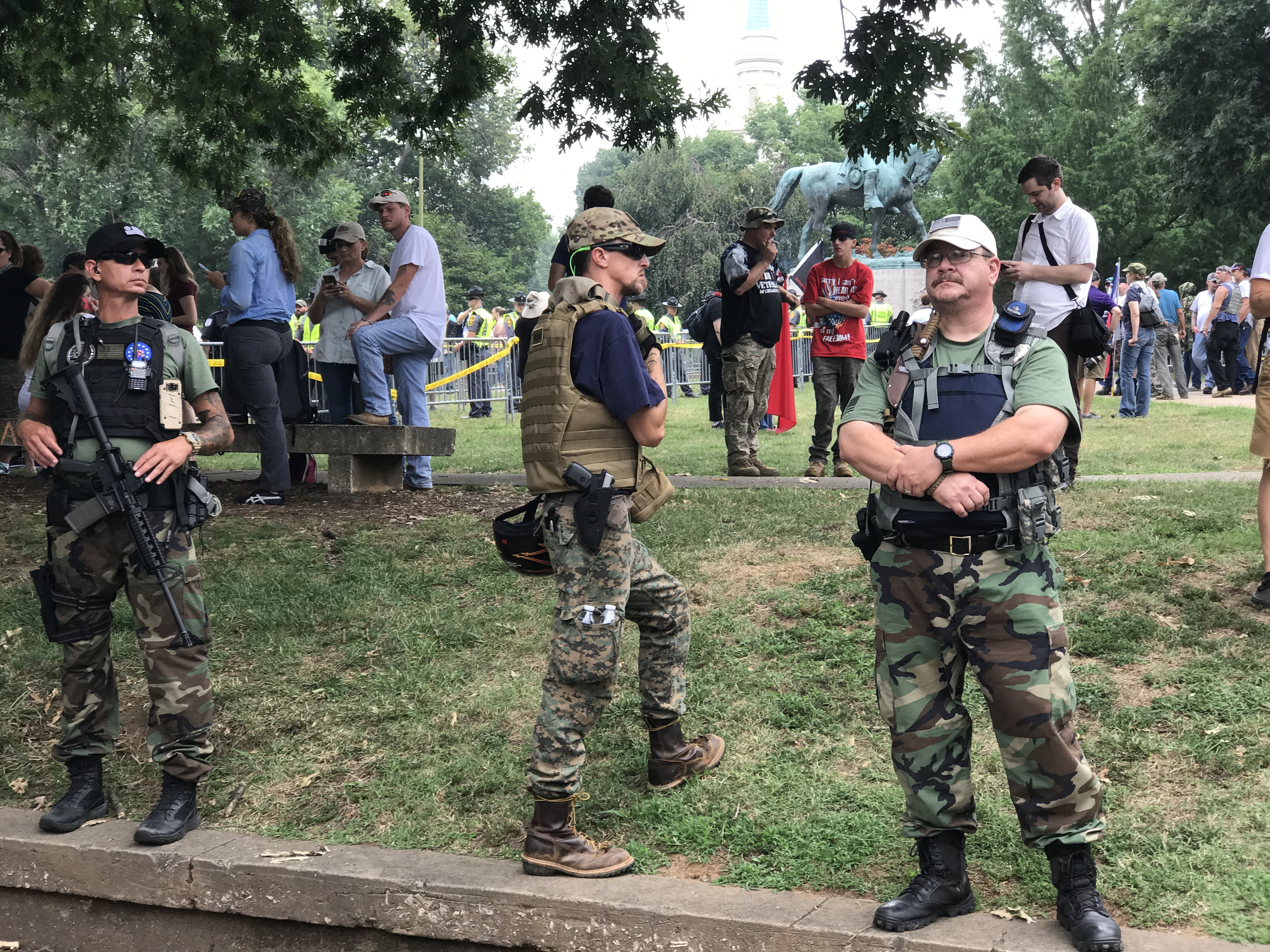
«Трёхпроцентники» в Шарлотсвилле

Среди крайне правых групп, участвующих в организации марша, были клубы неонацистского сайта The Daily Stormer, The Right Stuff, Института национальной политики и четырёх групп, которые формируют Националистический фронт: неоконфедеративная Лига Юга, Традиционалистическая рабочая партия, Авангард Америка и Национал-социалистическое движение. Другие группы, участвовавшие в митинге, были Ку-Клукс-Клан, Братский орден Альт-Рыцарей, трёхпроцентники, Идентичность Европа, Хранители Клятвы, Американская гвардия, Детройтские правые крылья, Движение Восхождения, Настоящая Каскадия и Антикоммунистическая акция.
В число видных деятелей, принявших участие в шествии, были: председатель Института национальной политики Ричард Спенсер, артист Запечённая Аляска, бывший кандидат от Либертарианской партии Август Инвиктус, бывший «имперский волшебник» Ку-клукс-клана Дэвид Дюк, лидер Идентичности Европа Натан Дамиго, генеральный директор Молодёжной сети традиционалистов Мэтью Хаймбах, основатель Right Stuff Майк Инок, основатель Лиги Юга Майкл Хилл, хозяин «Red Ice» Хенрик Палггрен, владелец Right Side Broadcasting Network Николас Фьюнтес, влоггер и политический активист Джеймс Оллсуп, Редактор AltRight.com Даниэль Фриберг, бывший сотрудник «Business Insider» Пакс Дикинсон, блогер «Right Stuff» Джонни Моноксид, колумнист «Daily Stormer» Роберт «Azzmador» Рэй, участник «Daily Caller» и организатор шествия Джейсон Кесслер, владелец «Radical Agenda» Кристофер Кантвелл. Гэвин Макиннес, лидер (по его словам) «западной шовинистической» группы «Proud Boys», был приглашен, но отказался из-за нежелания «быть связанным с явными неонацистами». В июне, накануне акции, Макиннес заявил, что «мы должны дистанцироваться от них», но «после обратной реакции на первоначальное дезавуирование, вспыхнувшее из альт-правых кругов, заявление было снято и заменено другим самоотстранением „Гордых ребят“ от мероприятия, но также поощряло тех, кто „чувствовал себя вынужденным“ присутствовать».
Онлайн-сервис Airbnb отменил ряд заказов и счетов, когда узнал, что они были использованы участниками марша, приводя требование о том, чтобы пользователи одобряли обязательство «принимать людей независимо от их расы, религии, национального происхождения, этнической принадлежности, инвалидности, пола, гендерной идентичности, сексуальной ориентации или возраста».

## Контрпротестующие
Те, кто выступил против шествия, были объединены оппозицией к белому супремасизму, но «принадлежали к широкому спектру идеологических убеждений, предпочитали тактику и политические цели». Значительное число были обычными жителями Шарлоттсвилля, которые хотели показать своё презрение к группам белых супремасистов, особенно после того, как 8 июля Ку-Клукс-Клан организовал шествие в городе. В преддверии митинга множество «религиозных групп, организаций по защите прав граждан, местных предприятий, преподавателей и студентов из Университета Вирджинии» запланировали контрпротесты. В июле 2017 года экуменическая и межконфессиональная группа духовенства Congregate Charlottesville призвала тысячи членов духовенства контрпротеста шествию. Контрпротестные группы включали представителей Национального совета церквей, Black Lives Matter, Антирасистского действия, Демократических социалистов Америки, Мировой рабочей партии, Революционной коммунистической партии, Redneck Revolt, Индустриальных рабочих мира, Центрального анархистского совета и Демонстрации расовой справедливости. Также присутствовали члены движения «антифа», которых раскритиковал Ноам Хомский, назвавший группу «крошечной фракцией на периферии левых» и «крупным подарком правым, в том числе воинствующим правым, которых было в изобилии».

## Подготовка университета и города
13 июня 2017 — Протестующие против сноса памятника получили разрешение провести марш в парке Эмансипации. Позже разрешение было аннулировано муниципальной властью Шарлотсвилл из соображений безопасности. Однако протестующим удалось оспорить решение городских властей в суде.
11 августа 2017 — Факельное шествие противников сноса памятника, которое включало представителей крайне правых политических групп, таких как Ку-Клукс-Клан, Лига Юга, Национал-социалистическое движение. Протестующие прошли через кампус Вирджинского университета с лозунгами «Кровь и почва» (нацистский лозунг, в данном случае скандировался сторонниками превосходства «белой расы»), «Они нас не заменят» («They will not replace us» и «You will not replace us» ), «Жизнь белых имеет значение» (White lives matter). Начало столкновений с оппонентами.
12 августа 2017 — Ультранационалисты днём собираются в парке Эмансипации у памятника генералу Ли. Туда же стягиваются их оппоненты. По оценкам полиции собираются около 500 защитников памятника и около 1000 их противников. Возобновляются столкновения между оппонентами. Ранено как минимум 19 человек. В 11:40, за 20 минут до официального начала марша, полиция объявляет, что собравшиеся люди нарушают закон и требует их разойтись. Около 100 ультранационалистов проходят маршем 2 мили, чтобы послушать своих ораторов. В 13:45 машина врезается в группу контрпротестантов. В результате наезда погибает 1 и ранено 19 человек.

## Жертвы
В результате стычек между оппонентами ранено как минимум 19 человек.
В результате преднамеренного наезда на группу контрпротестантов погибает 32-летняя местная жительница, помощница адвоката и сторонница левых взглядов (поддерживала кампанию Берни Сандерса) Хизер Д. Хейер, 19 человек ранены.
Водитель автомобиля, 20-летний Джеймс Алекс Филдс-младший, был задержан полицией. Филдс принимал участие в маршах ультраправой организации «Авангард Америка» (Vanguard America), чей манифест, «Американский фашизм», часто упоминает «кровь и почву» и «международное еврейство». Организация отмежевалась от нападавшего, однако на фотографиях он находится с её символикой в рядах её членов.
Филдс был признан виновным в убийстве первой степени и девяти другим пунктам обвинения и 15 июля 2019 года приговорён к пожизненному заключению плюс 419 лет лишения свободы. Также он был приговорен к пожизненному заключению по федеральным обвинениям в преступлениях на почве ненависти.
В 12 километрах от Шарлотсвилля потерпел крушение полицейский вертолёт. В катастрофе погибли 2 полицейских.

## Реакция
С 13 августа во многих городах США прошли антифашистские и антирасистские митинги и марши.